# Географія Республіки Сербської

Топографічна карта Республіки Сербської

Республіка Сербська географічно розташована у центральній частині Балканського півострова. Площа Республіки Сербської дорівнює 24 641 квадратним кілометрам. Вона знаходиться між 42°° 33 'і 45°° 16' північної широти і 16°°11 'і 19 °° 37' східної довготи. Республіка Сербська знаходиться на стику двох природно-географічних і суспільно-економічних районів — Паннонського і Середземноморського і не має виходу до моря.

## Кордони
Кордони Республіки Сербської є міжнародно визнаними і розмежовують Республіку Сербську як із сусідніми країнами — Сербією, Хорватією та Чорногорією, так і з ентітемом Боснії і Герцеговини — Федерацією Боснія і Герцеговина. Протяжність кордонів Республіки Сербської складає 2170 кілометрів, з яких 1080 відносяться до кордону з Федерацією Боснії і Герцеговини. І ті, й інші кордони були встановлені без урахування етнічних, історичних та природно-географічних факторів і визначалися виходячи з військово-політичної ситуації на момент підписання Дейтонських угод.
Згідно з розрахунками, якби територія Республіки Сербської виглядала консолідованим колом, протяжність її кордонів склала б 561 км.

## Рельєф

### Гори

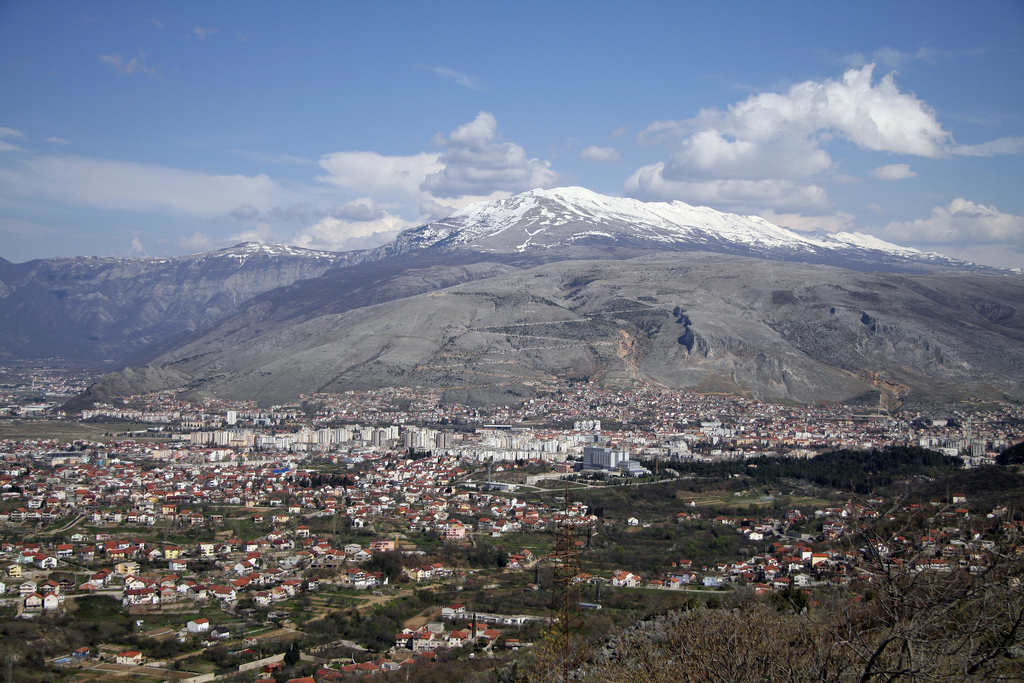
Гора Вележ

Геоморфологія території Республіки Сербської представлена в різних формах. Її північна частина, в горбистій місцевості, складається з кайнозойських відкладень, що поступово спускаються до алювіальних рівнин і річкових терас, які є найродючішою частиною Республіки Сербської. На сході і південно-сході Республіки горбиста місцевість поступово переростає в високі гори Герцеговини.
Серед гір у Республіки Сербської найвідомішою є Яхорина, на якій у 1984 році були проведені Чотирнадцяті зимові олімпійські ігри. Не менш відома і гора Маглич, що є найвищою горою Республіки Сербської та Боснії і Герцеговини — 2386 метрів над рівнем моря. В Республіці також знаходяться незаймані області Зеленгори, Лелії, Волуйка, Трескавіци, Романії, Влашича, Грмеча, Козари, Озрена і багатьох інших гір, які своїми лісовими багатствами привертають все більшу увагу альпіністів, рибалок, туристів.

## Гідрографія
Республіка Сербська володіє значними запасами водних ресурсів, у тому числі ґрунтових вод. В Республіці Сербська знаходяться численні джерела і колодязі з мінеральною водою

### Річки

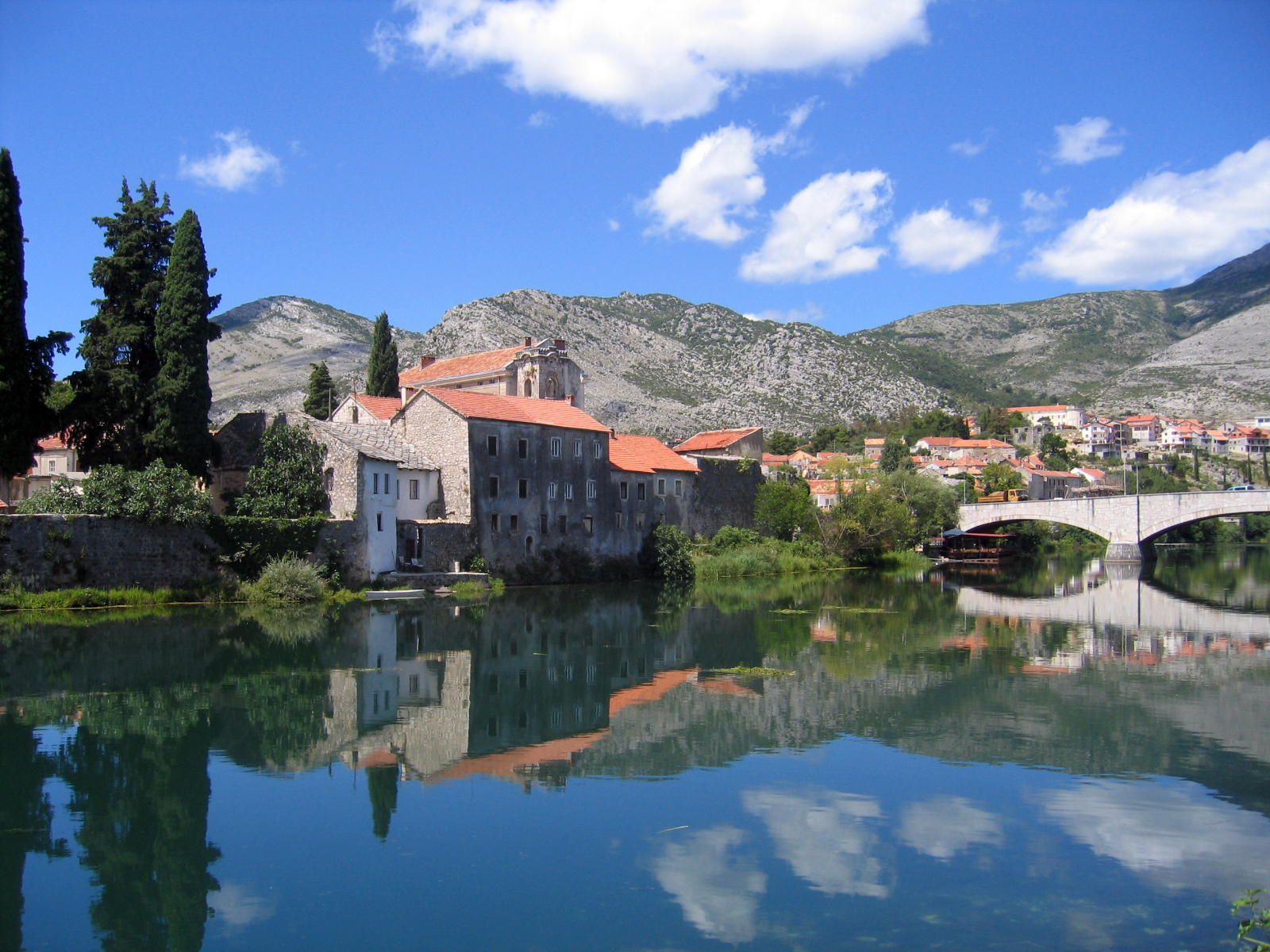
Річка Требішнєця

Багато річок в Республіці мають великі водоспади і володіють значним гідроенергетичним потенціалом. Вони володіють і рекреаційним потенціалом, особливо гірські річки з чистою водою.
Найбільшими річками Республіки Сербської є Дрина (305 км), Сава (202 км.) і Врбас (117 км). Вони відносяться до чорноморського річкового басейну. Річки південніше гірського перевалу Чемерно у Східній Герцеговині (Требішніця, Неретва) належать до басейну Адріатики. Іншою великою річкою в Республіці є Босна.

### Озера

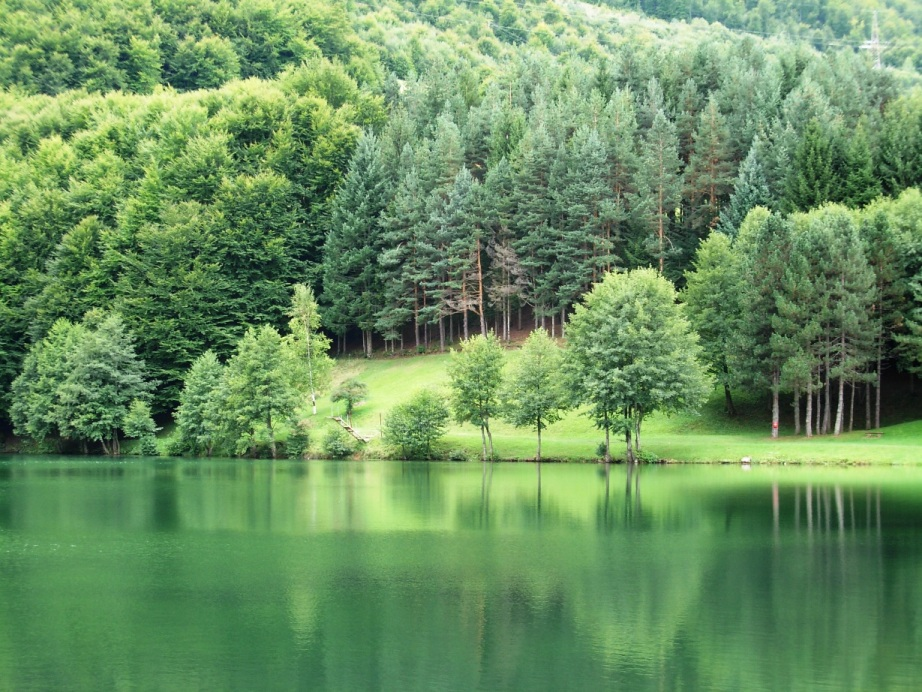
Озеро Балкана

Найбільшим озером є Білечське озеро (площа 27,064 км²), яке і найбільше штучне озеро на Балканах. Інші штучні озера — Перучацьке (12,401 км²), Зворничское (8,876 км²), Вишеградське (8,900 км²) і Бочацьке (2,300 км²). Найбільше озеро природного походження — Штіринське озеро (площа 0,129 км²), що знаходиться на горі Зеленгора. Інші природні озера — Котланічеське (0,044 км²), Улошське (0,043 км²), Донє-Баре (0,021 км²) і Орловачське (0,021 км²).
Озера Республіки Сербської перебувають під захистом держави. Статус озер визначений Законом про водні ресурси Республіки Сербської. В рамках Міністерства сільського господарства, лісових і водних ресурсів питанням захисту озер займається Дирекція з питань водних ресурсів Республіки Сербської.

## Клімат
Кліматичні зони простягаються від середземноморської на півдні Герцеговини, до континентальної, яка переважає в північній частині Республіки. Клімат на території Республіки Сербської зумовлений низкою природних факторів та закономірностей загальної циркуляції повітряних мас в цьому регіоні. На території Республіки Сербської виділяють три кліматичні типи:
- «Північний паннонський» — помірно-континентальний клімат. Характеризується помірно холодною зимою і теплим літом. Середньорічна температура повітря від 12 до 19 градусів за Цельсієм.
- «Гірський» охоплює більшу частину Республіки Сербської. Гірські хребти мають коротке прохолодне літо і холодну зиму з тривалим збереженням снігового покриву. Середньорічна температура повітря становить від 5 до 7 градусів за Цельсієм. Горбисті райони і долини мають більш м'який клімат. Області з характеристиками гірського клімату мають середньорічну температуру 10 градусів за Цельсієм. Зима помірно холодна зі снігом і туманами, а літо помірно тепле.
- «Середземноморсько-адріатичний». Переважає у південній частині Республіці — в Східній Герцеговині. Середньорічна температура коливається між 14 і 14,7 градуси за Цельсієм. У цьому регіоні знаходиться «найтепліше» місто Республіки Сербської — Требинє.

## Ґрунти, флора та фауна
В долині Сави і її приток поширені родючі алювіальні ґрунти, у горах — бурі лісові.
В горах Боснії і Герцеговини зустрічаються козиці звичайні, благородні олені, сарни, бурі ведмеді, вовки, кабани, рись, лісовий кіт, видра, куниця, багато зайців. У карстових районах поширені ящірки, змії, черепахи. Багата орнітофауна. З великих птахів зустрічаються орли, соколи, глухарі.

## Національні парки

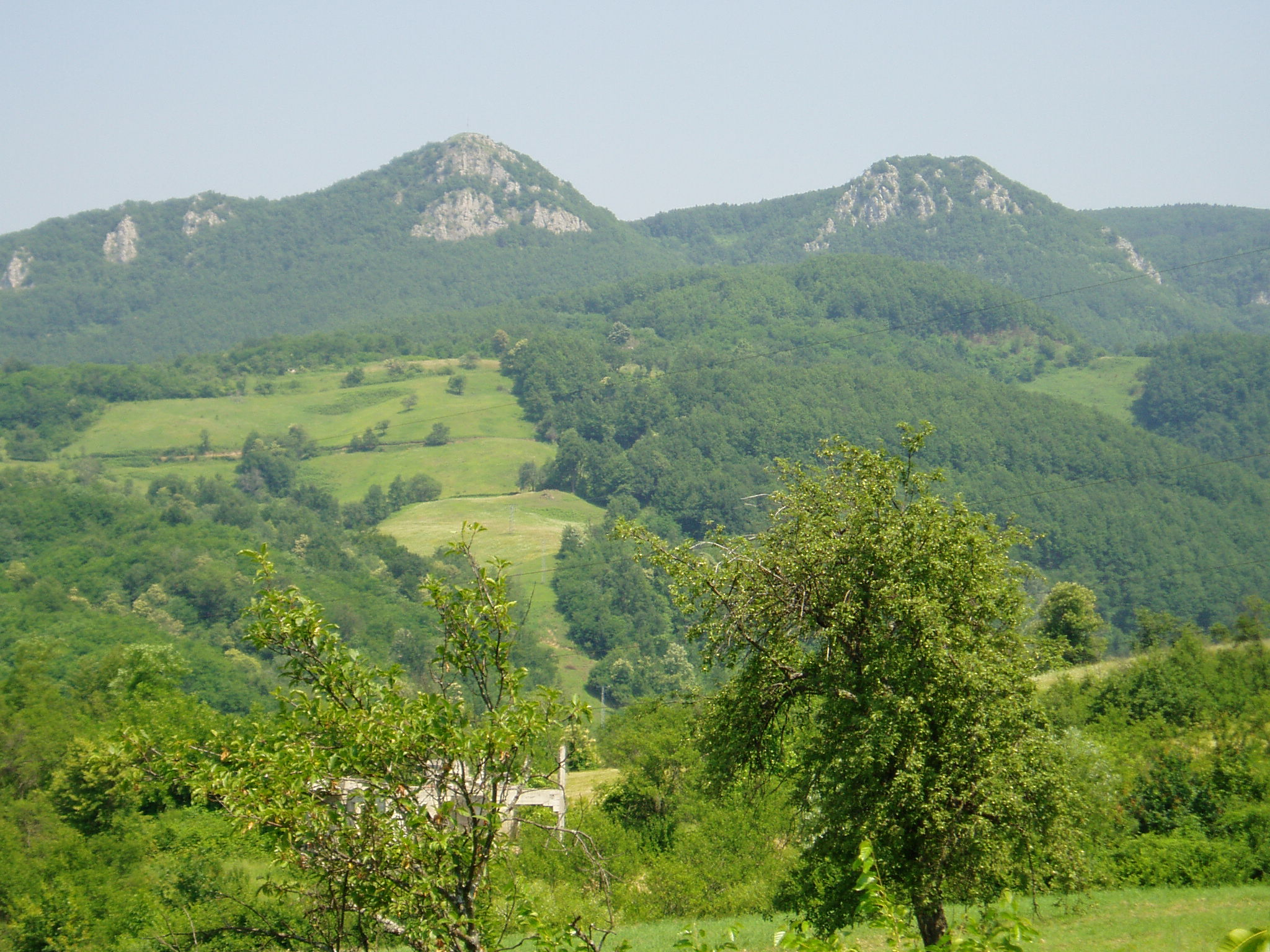
Парк Козара

### Козара
Парк площею в 3520 га був створений в 1987 році з метою захисту культурної, історичної і природної спадщини в околицях гори Козара. Національний парк Козара входить у Федерацію національних парків Європи — EUROPARC.

### Сутьєска
Найстаріший національний парк в Республіці Сербській. Він був створений в 1962 році і займає площу в 17 250 гектарів. Найближче до нього місто — Фоча. На території цього національного парку знаходиться один з чотирьох реліктових лісів Європи — Перучиця. Також у ньому знаходиться і найвища гора в Республіці Сербській — Магліч (2386 метрів над рівнем моря). Національний парк Сутьєска входить до федерації європейських національних парків EUROPARC.